# Mobile (folyó)
A Mobile folyó az Egyesült Államok Alabama államában. A Tombigbee és az Alabama folyók egyesüléséből keletkezett, mely 72 km hosszú, s a vízgyűjtő medencéje 115 000 km², és vízgyűjtő területe kiterjed  Mississippi, Georgia és Tennessee államokba. Vízgyűjtő medencéje a negyedik legnagyobb az Egyesült Államokban. A korai felfedező időszakban a folyó lehetővé tette Alabama elérését, s a Tennessee-Tombigbee Waterway óta hajóutat biztosít az Ohio folyó vízgyűjtő területéről.

## Futása
A Tombigbee és Alabama folyók Mobile és Baldwin megyék határán egyesülnek, s a Mobile e megyék határán folyik. Az egyesült folyó kanyarogva déli irányban halad. Kb. 10 km hosszú az egyesülési szakasz. A Tensaw folyó és a Mobile folyó kb. 3–8 km távolságra egymástól déli irányba folynak, s a Mobile folyó a Mobile-öbölbe ömlik a Mexikói-öbölnél, keletre Mobile belvárosától.

## Hidak
- George Wallace Tunnel[2] a folyó alatt keresztezi a folyót, s az Interstate 10 útvonal halad rajta
- Bankhead Tunnel[3] a folyó alatt keresztezi a folyót U.S. Route 90, U.S. Route 98 utak haladnak rajta
- Cochrane-Africatown USA Bridge kábel hid, U.S. Route 90, U.S. Route 98 utak haladnak rajta, a híd megrongálódott a Hurrikán Katrina idején
- 14-Mile Bridge
- General W.K. Wilson Jr. Bridge,[4][5] a négysávos Interstate 65 halad rajta.

## Galéria

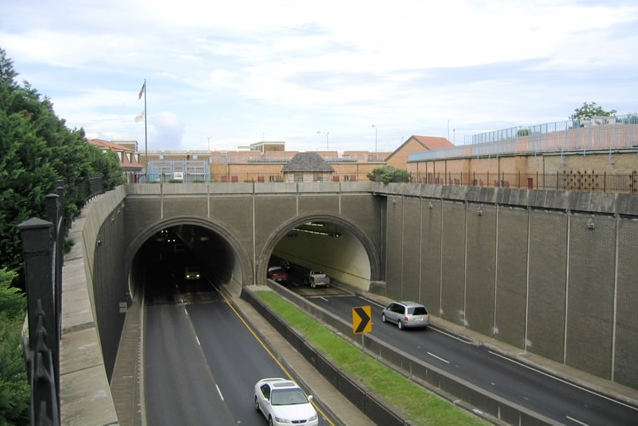
Wallace Tunnel
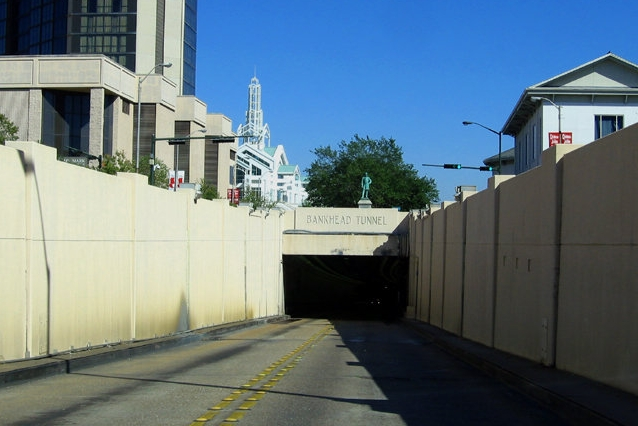
Bankhead Tunnel
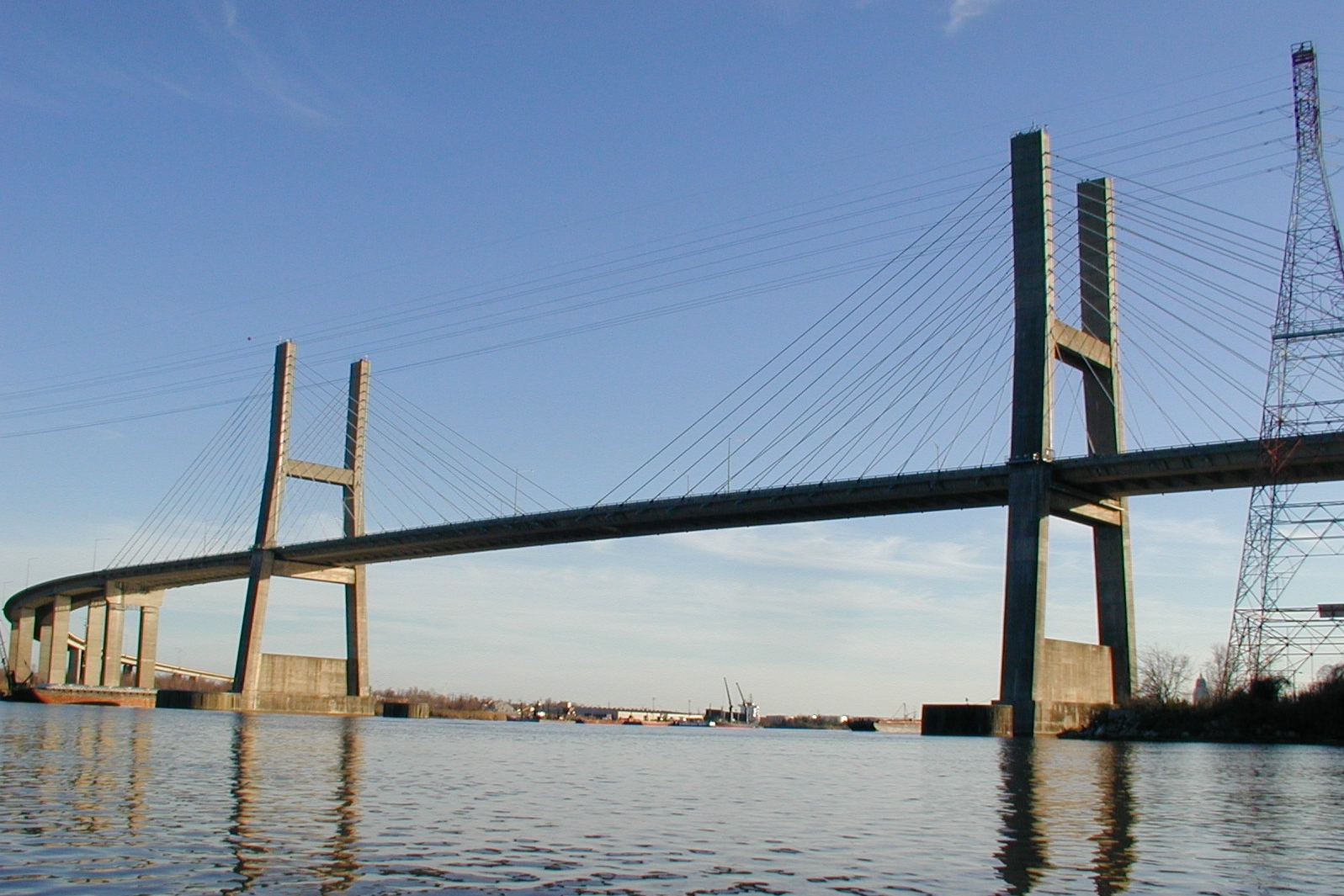
Cochran Bridge
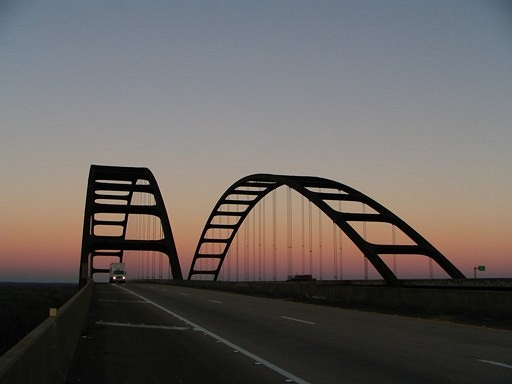
General W. K. Wilson Bridge
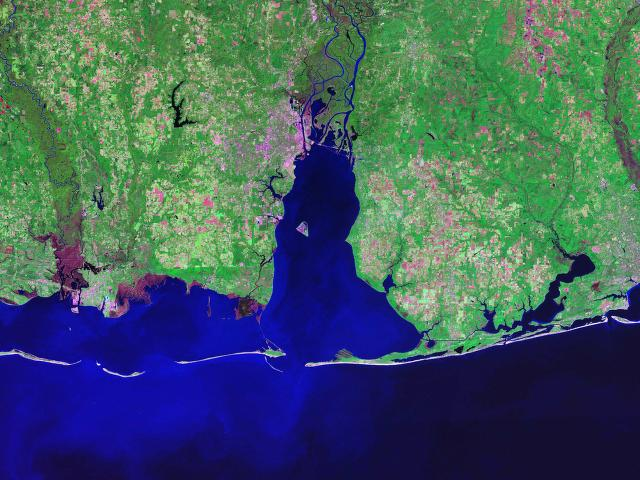
A torkolat és a Mobile-öböl műholdképen